# 석탄액화연료
석탄액화연료(CTL: Coal to Liquid)란 비전통석유의 하나로서, 석탄과 천연가스를 혼합하여 만든 합성석유를 말한다.
저급 석탄에서 수분과 불순물을 제거해 고급탄으로 바꾼 뒤 이를 수소, 일산화탄소 등으로 가스화해 합성석유와 합성천연가스(SNG), 화학제품 등 다양한 에너지와 자원으로 전환하는 공법을 석탄액화기술이라고 하며, 이 기술을 통해 만든다.
전통석유보다는 훨씬 낮은 출력을 낸다. 전 세계의 원유 매장량은 40년치이지만, 석탄 매장량은 200년이며, 석탄은 원유와 달리 전 세계 모든 나라에 골고루 매장되어 있다.

## 경제성
2006년 8월 17일 월스트리트저널은 액화석탄 기술이 수익성을 보장받기 위해선 유가가 적어도 배럴당 30∼35달러 위에 머물러야 한다면서, 2005년부터 유가가 70달러를 형성하고 있어서 경제성이 있다고 지적했다.
남아프리카 공화국의 사솔사가 세계 최대 규모로 석탄액화연료를 생산한다. '사솔 오일'은 현재 남아공 자동차 연료시장의 20%를 점유하고 있다. 사솔의 기술담당 전무 요한 보차는 "우리 회사의 석탄액화 설비는 국제 원유가격이 배럴당 16~17달러 이상이면 충분히 경제성이 있다"고 강조했다. 2017년 4월 중동산 두바이유 평균 가격이 배럴당 52.3달러이다.
사솔사는 한국에는 기술을 팔지 않았는데, 중국 네이멍구에는 27개의 사솔 석탄액화공장을 건설중이다. 하루 8만배럴의 사솔 오일을 생산할 수 있는 공장을 지으려면 60억달러(7조 2천억원)이 필요하다. 사솔 오일은 일반 휘발유에 비해 이산화황을 35% 적게 배출해 친환경적이다.

## 피크오일
2010년 6월 6일 LG경제연구소는 "석유 시장의 잠재적인 안전판 '비전통 석유'"라는 연구보고서를 통해, 비전통석유 9조 배럴이 존재하기 때문에, 원유 공급 부진을 다소 진정시킬 것이라면서 피크오일론에 대한 반대론을 주장했다. 국제에너지기구(IEA)에 따르면 생산된 것을 제외한 원유의 궁극 가채매장량(기존 발견 매장량에 발견 가능성이 있는 미발견 매장량을 합한 매장량)은 약 2.4조 배럴인 반면에, 비전통석유의 매장량은 약 8.5조~9조 배럴로 추정되는데, 이러한 비전통석유를 이용하면, 앞으로 증가하는 세계 석유 수요를 충분히 소화할 수 있다고 주장했다. 40년 석유고갈론과 같은 단순계산 방식을 적용하면, 12조배럴을 연 300억 배럴로 나누면 400년이다.

## 대한민국
2004년 7월 한국석유공사가 동해-1 가스전의 상업생산을 시작하면서, 대한민국은 세계 95번째 산유국이 되었다. 하루에 천연가스 약 1.1천톤, 초경질원유 1천 배럴을 생산하며, 천연가스는 하루 34만 가구, 초경질원유는 하루 자동차 2만대를 운행할 수 있는 분량이다. 10년 동안 천연가스 약 330만t(약 1500억m3), 초경질원유 약 300만 배럴을 공급해 2조 2000억원의 수입대체효과를 거뒀다.
남아프리카공화국은 한국처럼 석유가 나지 않지만 석탄 매장량은 풍부하다. 그래서 석탄액화기술을 개발했다. 1950년대부터 석탄액화공장을 가동하기 시작해 현재는 하루 15만 배럴의 석탄액화유를 생산, 그 나라 석유 수요 3분의 1을 대신하고 있다. 2017년 5월 현재 러시아가 일일 1030만배럴, 사우디아라비아가 995만배럴의 원유를 생산하고 있는 것에 비하면, 매우 적은 양이지만, 석유가 한방울도 없는 나라라는 점을 감안하면, 막대한 양을 생산 중이다.
한국에선 석탄액화기술이 소외받다가, 2007년부터 한국에너지기술연구원이 석탄액화기술을 개발하기 시작했다. 연간 100만톤 인조석유 생산시설을 건설할 계획이라고 한국에너지기술연구원이 2014년에 발표했다. 연간 100만톤이란 하루 2만배럴의 인조석유 생산량을 의미한다. 동해-1 가스전의 하루 1천배럴 원유 생산량의 20배 규모이다.

## 연표
1920년대 독일 과학자들에 의해 CTL이 발명된 이후 탱크와 항공기 연료 등 군사적 목적으로 사용됐다.
1950년 남아프리카공화국은 국영기업으로 사솔을 설립하고 공장을 준공했다.
1955년 남아프리카공화국 국영기업 사솔이 처음으로 석탄액화연료를 생산했다.
1970년대 남아프리카공화국의 사솔(Sasol)사는 대규모 석탄액화연료 생산 공장을 준공했다. 남아공은 석유가 나지 않아, 독일에서 석탄액화연료 기술을 도입해 개량했다.
2005년 기준으로 사솔은 석탄으로 액체연료를 만들어 상업화에 성공한 세계에서 유일한 회사이며, 하루 15만배럴 이상의 액화연료를 생산한다. 남아공의 버스, 트럭, 택시에 연료로 사용되고 있다. 2010년 기준으로 사솔은 세계 최고의 석탄액화기술 보유 회사이다.
1991년 11월 11일 에너지관리공단 부설 대체에너지개발센터소장인 최기연 박사는 석유대체에너지로서의 석탄이 갖고있는 중요성과 이를 위한 기술개발 필요성을 강조했다.
2002년 11월 21일 세녹스 제작사로 유명한 지오에너지는 슈퍼세녹스를 출시한다고 발표했다. 슈퍼세녹스는 남아프리카공화국 사솔(Sasol)사의 석탄액화연료를 수입한 것이다. 제품명을 솔렉스라고 정했다. 석탄액화연료는 대체에너지법에 대체에너지로 규정돼 있어서, 회사는 교통세가 면제될 것으로 보고 쏠렉스를 수입했다. 그러나, 한국 정부는 슈퍼세녹스의 통관을 막은 채 교통세법 시행령을 개정해 휘발유와 똑같이 세금을 매겼다. 지오에너지는 솔렉스를 리터당 1000원으로 판매할 계획이었는데, 이러한 법개정으로 인해 휘발유(리터당 1340원)보다 비싸져 가격 경쟁력을 상실했다. 한국 정부가 솔렉스의 수입통관을 2개여월째 미루자 솔렉스 제조업체인 사솔(Sasol)사가 속한 남아프리카공화국이 국제 상거래에 어긋나는 무역장벽이라며 반발했다.
2004년 11월 22일 중국이 석탄액화연료를 자동차 연료 등으로 사용하도록 하는 사업에 향후 10년간 100억달러를 투자할 계획이라고 블룸버그통신이 보도했다. 로열더치셸 등과 석탄액화연료 공장 설립에 대한 연구를 진행키로 했으며, 중국 최대 석탄생산업체인 선화그룹 임원은 이미 내몽고 지역에 공장을 건설중이라고 말했다. 중국의 석탄보유량은 전 세계의 12%를 차지하고 있다.
2006년 중국은 남아프리카공화국 사솔의 기술 지원을 받아 네이멍구에 석탄액화연료 공장을 건설하고 있으며 수년 내 최대 27개 공장을 지을 계획이다.
2008년 SK에너지는 청정 석탄에너지 기술을 저탄소 녹색성장 추진의 전략 분야로 선정하고 개발부서를 신설했다.
2010년 기준으로 북한은 최대비료공장인 흥남비료공장에 중국의 석탄액화연료를 도입해 건설 중이다. 북한에는 석유가 생산되지 않지만, 석탄이 풍부하다.
2010년 4월 중국 베이징에서 세계석탄액화회의가 개최되었다.
2010년 SK에너지가 대전시 유성구의 기술원에 제품 생산 전 단계인 석탄가스화 공정 파일럿 플랜트(시험설비)를 연내에 준공하고, 본격적인 가동에 들어갈 예정이다. 세계 최고 수준의 석탄 액화 기술(CTL)을 보유하고 있는 남아프리카공화국의 사솔(Sasol)과도 그린콜과 관련해 상호 협력키로 합의했다.
2018년 SK에너지는 1조8000억원을 투자해 해외의 저급탄 광산부근에 석탄액화연료 공장을 준공해 연간 600만배럴을 생산할 예정이다.

## 같이 보기
- 비전통석유
- 흥남비료공장
- 세녹스
- 그린콜
- 가스액화연료(Gas to liquid) - 석탄액화연료(CTL: Coal to Liquid)와 영어 명칭이 유사하다.
- 오릭스 GTL